# 扎貝爾甘峰

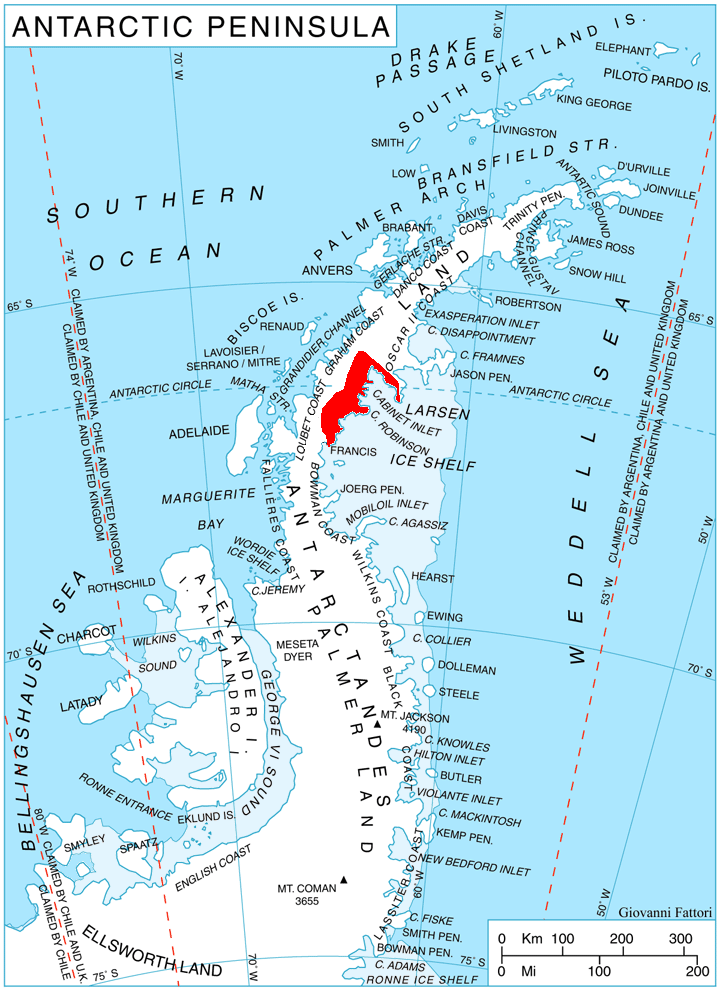

扎貝爾甘峰（英語：Zabergan Peak），是南極洲的山峰，位於葛拉漢地東部的弗因海岸，處於丘伊佩特洛沃穹丘以南7.06公里、塔克夫角以西9.3公里和瓦拉德角西北面2.2公里，海拔高度700米，現時由南極條約體系管理。